# Carola Häggkvist
Carola Häggkvist (Stockholm, 8 september 1966) is een Zweedse zangeres. Ze vertegenwoordigde Zweden drie keer op het Eurovisiesongfestival: ze werd derde in 1983, eerste in 1991 en vijfde in 2006. Hiermee is ze een van de succesvolste deelnemers in de geschiedenis van het songfestival.

## Biografie

### Beginjaren en eerste songfestivaldeelname
Carola werd geboren in Stockholm. Op 11-jarige leeftijd kwam ze al op de televisie, na een talentenjacht te hebben gewonnen. In 1982 werd haar aangeboden om mee te doen aan Melodifestivalen, de Zweedse preselectie voor het Eurovisiesongfestival, maar ze sloeg het aanbod af. Een jaar later deed ze alsnog mee met het nummer Främling. Carola won de competitie met vlag en wimpel en mocht haar land vertegenwoordigen op het Eurovisiesongfestival 1983 in München, West-Duitsland. 6,1 miljoen Zweden (oftewel 84% van het televisiekijkend publiek) zagen haar op de derde plaats eindigen, een kijkcijfer dat tot nog toe niet overtroffen is.
Haar debuutsingle Främling ging 1 miljoen keer over de toonbank, ook een record in Zweden dat waarschijnlijk nooit verbroken zal worden. Ze bracht drie albums uit, die erg goed verkochten. Främling werd ook een hit in Europa als Love isn't love. Ze nam ook een Nederlandse (Je ogen hebben geen geheimen meer) en een Duitse (Fremder) versie op. In Nederland bracht Carola verder nog de singles Hunger en Albatros (in het Nederlands gezongen) uit.
In 1985 ging Carola in zee met de Bee Gees die liedjes voor haar schreven. Het album daarmee werd dubbel platina in Zweden. Daarna werd het stil rond Carola.

### Songfestivalwinst
In 1990 maakte ze een comeback op het podium van Melodifestivalen met het lied Mitt i ett äventyr. Ze eindigde als tweede, achter Edin-Ådahl. Later in het jaar kwam haar album Much more uit. Een jaar later was het haar tijd voor revanche. Met het nummer Fångad av en stormvind deed ze opnieuw mee aan Melodifestivalen, en acht jaar na haar eerste overwinning won ze opnieuw. Ze mocht Zweden daardoor voor een tweede keer vertegenwoordigen op het Eurovisiesongfestival, dat dat jaar in Rome werd gehouden. Na een spannende puntentelling bleek Carola samen met de Franse zangeres Amina met 146 punten bovenaan te staan. Omdat echter maar één land kon winnen, werd gekeken naar wie de meeste topscores (12 punten) had behaald. Toen bleek dat beide landen evenveel 12 punten hadden gekregen (allebei vier keer), werd gekeken naar het aantal 10 punten. Met een 5-2 voordeel aan 10 punten werd het Eurovisiesongfestival uiteindelijk gewonnen door Carola. De Engelstalige versie van haar winnende lied, Captured by a lovestorm, werd in verschillende landen een bescheiden hit.
Carola was de eerste Scandinavische artieste die naar China trok, in 1992. Na haar tienjarig jubileum als artiest in 1993 nam ze een gospelalbum op waarmee ze ook successen boekte in Europa. In Nederland werd ze in 1994 gospelartiest van het jaar. Haar album Personligt was het eerste waar ze zelf nummers voor geschreven had.
Ze heeft ook in musicals gespeeld, met onder andere rollen als Maria in de The Sound of Music en een Fantine in Les Misérables.
In 2003 was ze 20 jaar actief in de muziekwereld en werd een compilatie-cd uitgegeven van haar. Met När löven faller scoorde ze een nummer 1-hit. Het lied was geschreven voor Melodifestivalen, maar werd gediskwalificeerd.

### Derde songfestivalsucces

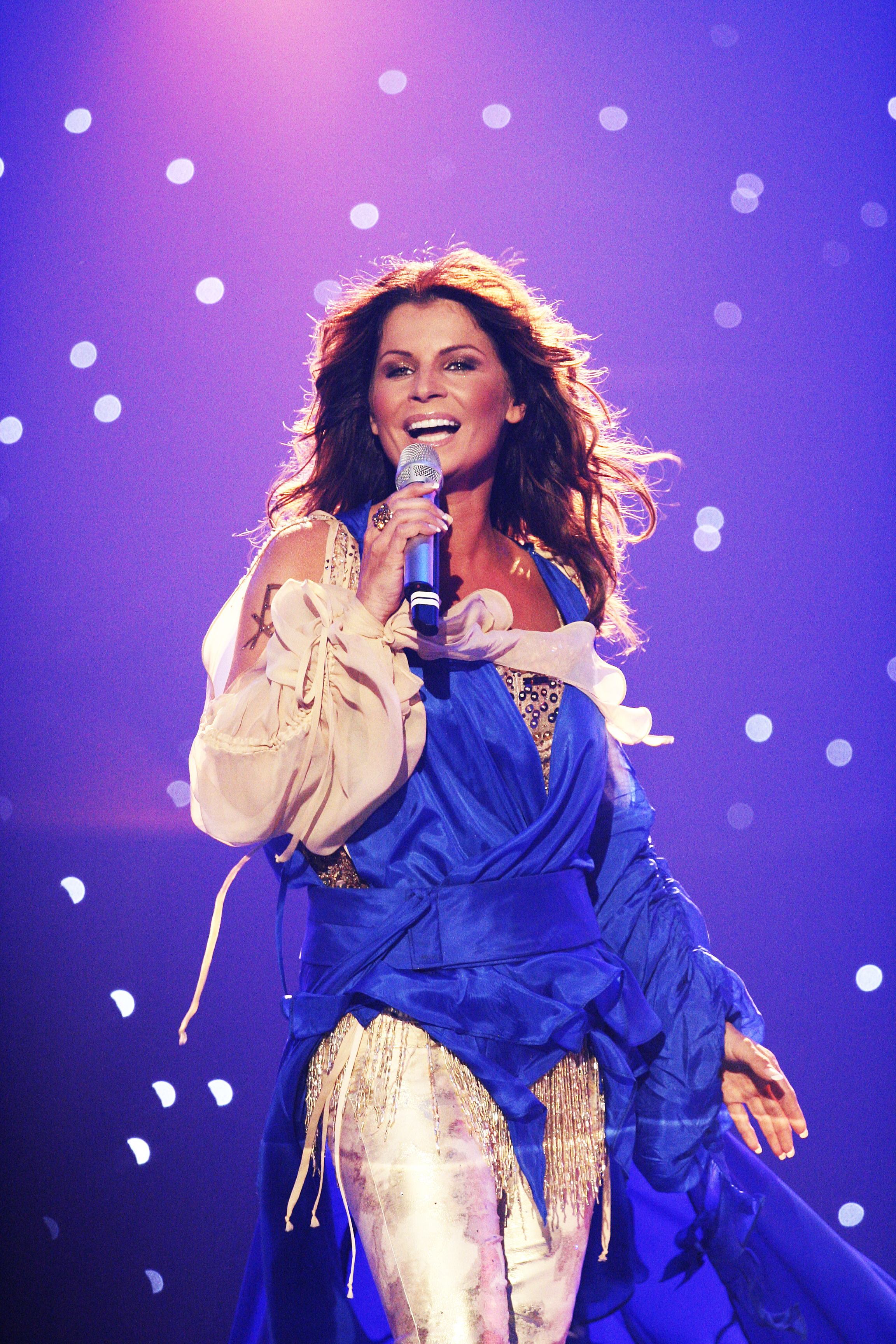
Carola tijdens het Eurovisiesongfestival 2006

In 2006 deed Carola opnieuw mee aan Melodifestivalen, met het liedje Evighet. Ze won de Zweedse voorronde overtuigend, en werd hiermee de eerste artiest in de geschiedenis die Melodifestivalen drie keer wist te winnen. In Athene, waar het Eurovisiesongfestival 2006 plaatsvond, trad ze aan met de Engelstalige versie Invincible. Daarmee behaalde ze de vijfde plaats. Een jaar later ontving Carola de H.M. Konungens medalj van koning Karel XVI Gustaaf van Zweden voor haar verdiensten voor het vaderland.
Na het Eurovisiesongfestival van 2007 verklaarde ze dat ze een nieuwe deelname in 2008, 25 jaar na haar eerste deelname, helemaal zag zitten. Toen puntje bij paaltje kwam bedankte ze echter voor een vijfde deelname aan Melodifestivalen. Kwade tongen beweerden dat dit kwam door de deelname van Charlotte Perrelli, die in 1999 de voorlopig laatste Zweedse winnares was geworden. Maar de geruchtenstroom over een mogelijke deelname bleef aanhouden en meer dan een maand nadat de 28 deelnemers bekend waren gemaakt, maakte Sveriges Television de vier wildcards bekend en daar was Carola bij. In Melodifestivalen 2008 trad ze aan in een duet met Andreas Johnson, met het nummer One love. Charlotte Perrelli werd echter de winnaar, terwijl Carola en Andreas Johnson strandden in de tweedekansronde.

## Privéleven en media-aandacht

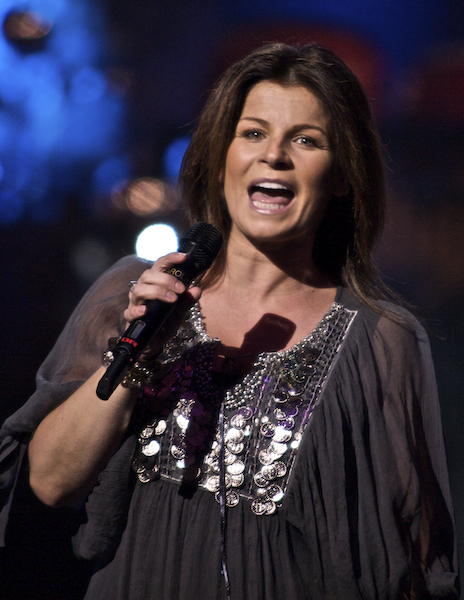
Carola in Aalborg in 2009

Häggkvist was van 1990 tot 2000 getrouwd met een predikant. De beelden van de trouwpartij werden op video gezet en te koop aangeboden in heel Zweden. 1998 beviel Carola van een zoon.
Haar vader gaf na de overwinning van zijn dochter in Melodifestivalen 1983 zijn baan als sportleraar op om de carrière van Carola in goede banen te leiden. In de jaren negentig scheidden de professionele wegen van vader en dochter Häggkvist zich; desalniettemin bleef hun sterke band onaangetast. In mei 2004 stierf Jan Häggkvist onverwacht. In oktober 2004 overleed haar moeder op 60-jarige leeftijd aan kanker. Na haar dood wijdde Carola een nummer aan haar, getiteld Allt kommer bli bra mamma.
In april 2012 adopteerde Carola een in 2009 in Zuid-Afrika geboren meisje. Carola heeft een oudere zus.
Als grote ster verschijnt Carola geregeld in de nationale pers. Ze praat vaak over haar christelijk geloof en werd bekritiseerd nadat ze opmerkingen maakte over het aanvaarden van homoseksualiteit in Zweden. Vele fans haakten af (zowel homo- als heteroseksueel) nadat ze verklaarde dat homoseksualiteit genezen kon worden door te bidden. Na de negatieve reacties van veel fans veranderde Carola echter van mening en verklaarde ze vanaf toen homodiva te willen zijn.

## Onderscheidingen
Carola werd in 2015 opgenomen in de Swedish Music Hall of Fame. Daarnaast ontving ze ook twee nationale onderscheidingen. In 2007 kreeg ze de Zweedse koninklijke onderscheiding "Litteris et Artibus" en in 2023 de Illis-quorummedaille, de hoogste onderscheiding die door de Zweedse regering (en dus niet het koningshuis) wordt uitgereikt.

## Discografie

### Singles
| Single met eventuele hitnotering(en) in de Nederlandse Top 40 | Datum van verschijnen | Datum van binnenkomst | Hoogste positie | Aantal weken | Opmerkingen                      |
| ------------------------------------------------------------- | --------------------- | --------------------- | --------------- | ------------ | -------------------------------- |
| Je ogen hebben geen geheimen                                  | 1983                  | 21-05-1983            | 7               | 7            | Nr. 4 in de Nationale Hitparade  |
| Captured by a lovestorm                                       | 1991                  | 01-06-1991            | tip             | -            | Nr. 65 in de Nationale Hitparade |

| Single met hitnotering(en) in de Vlaamse Ultratop 50 | Datum van verschijnen | Datum van binnenkomst | Hoogste positie | Aantal weken | Opmerkingen |
| ---------------------------------------------------- | --------------------- | --------------------- | --------------- | ------------ | ----------- |
| Love isn't love                                      | 1983                  | 14-05-1983            | 7               | 8            |             |
| Captured by a lovestorm                              | 1991                  | 01-06-1991            | 15              | 9            |             |
| Invincible                                           | 2006                  | 10-06-2006            | tip6            | -            |             |

### Albums
| Jaar | Titel                                     | Hitlijstklassering | Hitlijstklassering | Opmerkingen                               |
| Jaar | Titel                                     | SE                 | NO                 | Opmerkingen                               |
| ---- | ----------------------------------------- | ------------------ | ------------------ | ----------------------------------------- |
| 1983 | Främling                                  | 1 (12 weken)       | 2 (28 Wo.)         |                                           |
| 1983 | Julefrid med Carola                       | 37 (1 week)        | 12 (3 weken)       | EP in Zweden pas in 2020 in de hitlijsten |
| 1984 | Steg för steg                             | 1 (6 weken)        | 2 (13 weken)       |                                           |
| 1984 | På egna ben                               | 5 (3 weken)        | 10 (8 weken)       |                                           |
| 1986 | Runaway                                   | 2 (6 weken)        | 9 (4 weken)        |                                           |
| 1990 | Much More                                 | 16 (5 weken)       | —                  |                                           |
| 1991 | Hits                                      | 20 (4 weken)       | —                  |                                           |
| 1991 | Jul                                       | 15 (5 weken)       | —                  |                                           |
| 1993 | My Tribute                                | 21 (9 weken)       | —                  |                                           |
| 1994 | Personligt                                | 14 (11 weken)      | —                  |                                           |
| 1995 | Sound of Music                            | 15 (9 weken)       | —                  | met Tommy Körberg                         |
| 1996 | Hits Vol. 2                               | 50 (2 weken)       | —                  |                                           |
| 1997 | Det bästa av Carola                       | 40 (4 weken)       | —                  |                                           |
| 1998 | Blott en dag                              | 24 (9 weken)       | 32 (6 weken)       |                                           |
| 1999 | Jul i Betlehem                            | 1 ×2 (49 weken)    | 6 (8 weken)        |                                           |
| 2001 | Sov på min arm – sånger för stora och små | 1 (22 weken)       | 18 (4 weken)       |                                           |
| 2001 | My Show                                   | 6 (15 weken)       | —                  |                                           |
| 2003 | Guld platina & passion – det bästa        | 1 ×4 (66 weken)    | 5 (7 weken)        |                                           |
| 2004 | Credo                                     | 2 (16 weken)       | —                  |                                           |
| 2005 | Störst av allt                            | 1 (24 weken)       | 16 (4 weken)       |                                           |
| 2005 | Guld platina & passion – det mesta        | 44 (2 weken)       | —                  |                                           |
| 2006 | Från nu till evighet                      | 1 (16 weken)       | 25 (2 weken)       |                                           |
| 2007 | I denna natt blir världen ny              | 1 (10 weken)       | 12 (7 weken)       |                                           |
| 2008 | Främling 25 år                            | 2 (7 weken)        | —                  |                                           |
| 2008 | 25 år som artist / Aftonbladet            | — ×2               | —                  |                                           |
| 2009 | Christmas in Bethlehem                    | 4 (8 weken)        | 36 (3 weken)       |                                           |
| 2011 | Elvis, Barbra & jag                       | 1 (9 weken)        | —                  |                                           |
| 2013 | Drömmen om Julen                          | 6 (14 weken)       | —                  |                                           |

### Singles
| Jaar | Titel Album                                      | Hitlijstklassering | Hitlijstklassering | Opmerkingen                                      |
| Jaar | Titel Album                                      | ZW                 | NO                 | Opmerkingen                                      |
| ---- | ------------------------------------------------ | ------------------ | ------------------ | ------------------------------------------------ |
| 1983 | Främling                                         | 5 (4 weken)        | 1 (9 weken)        |                                                  |
| 1983 | Hunger Främling                                  | 3 (6 weken)        | 7 (4 weken)        |                                                  |
| 1984 | Julefried med Carola                             | 8 (1 week)         | —                  |                                                  |
| 1984 | Tommy Loves Me With Love                         | 10 (5 weken)       | 9 (1 week)         |                                                  |
| 1984 | Carola så in i Norden –                          | 16 (1 week)        | —                  |                                                  |
| 1985 | Don’t Tell Me What to Do –                       | 19 (1 week)        | —                  |                                                  |
| 1986 | The Runaway Runaway                              | 3 (6 weken)        | —                  |                                                  |
| 1990 | Mitt i ett äventyr –                             | 5 (4 weken)        | —                  |                                                  |
| 1990 | The Girl Who Had Everything Much More            | 15 (4 weken)       | —                  |                                                  |
| 1991 | Fångad av en stormvind –                         | 3 (6 weken)        | 6 (1 week)         |                                                  |
| 1991 | Jul, Jul strålande Jul Jul                       | 28 (23 weken)      | —                  | Binnenkomst in de Zweedse hitlijsten pas in 2013 |
| 1993 | Mixade minnen –                                  | 16 (3 weken)       | —                  |                                                  |
| 1994 | Det kommer dagar Personligt                      | 29 (2 weken)       | —                  |                                                  |
| 2002 | I Believe in Love My Show                        | 13 (15 weken)      | —                  |                                                  |
| 2006 | Evighet Från nu till evighet                     | 1 (24 weken)       | 8 (3 weken)        |                                                  |
| 2006 | Invincible Från nu till evighet                  | 29 (4 weken)       | —                  |                                                  |
| 2007 | I denna natt blir världen ny –                   | 41 (4 weken)       | —                  |                                                  |
| 2008 | Lucky Star –                                     | 13 (6 weken)       | —                  | Johnson & Häggkvist                              |
| 2008 | One Love –                                       | 11 (8 weken)       | —                  | Johnson & Häggkvist                              |
| 2010 | Det är bara vi –                                 | 20 (3 weken)       | —                  |                                                  |
| 2011 | Nu tändas tusen juleljus –                       | 29 (18 weken)      | —                  |                                                  |
| 2014 | Tell Me This Night Is Over –                     | 36 (3 weken)       | —                  |                                                  |
| 2014 | Sjung halleluja (och prisa gud) –                | 48 (1 week)        | —                  |                                                  |
| 2016 | Vår dröm om julen –                              | 75 (2 weken)       | —                  |                                                  |
| 2017 | När det lider mot jul (Det strålar en stjärna) – | 57 (2 weken)       | —                  |                                                  |
| 2017 | Vintersång –                                     | 68 (2 weken)       | —                  |                                                  |
| 2020 | Säg mig var du står –                            | 2 ×3 (55 weken)    | —                  | met Zara Larsson                                 |

Verdere liederen
- 2015: Make a Change (geschreven met Amadeus Søgaard)
- 2018: Let It In
- 2019: The Day I Die (I Want You to Celebrate) (uit Så mycket bättre)
- 2019: You Are the Beginning (uit Så mycket bättre)
- 2019: Brevet från lillan (uit Så mycket bättre)
- 2019: O Come, All Ye Faithful (met Mariette)
- 2020: Vem av oss förstår
- 2020: Pray for Peace

### Videoalbums
- 2003: Jubileumsshowen